# Anthonie van Blocklandt
Anthonie van Blocklandt, zwany też A. van Montfoot (ur. 1533 lub 1534 w Montfoort, poch. 18 października 1583 w Utrechcie) – niderlandzki malarz i rysownik, czołowy przedstawiciel italianizującego manieryzmu niderlandzkiego.

## Życiorys
Urodził się w małym miasteczku Montfort, gdzie jego ojciec był burmistrzem. Pierwsze nauki pobierał u Hendricka Sweersza, a w latach 1550–1552 u Fransa Florisa w Antwerpii. W 1553 roku wyjechał do Delftu, gdzie wykonał szereg obrazów dla kościołów Oude Kerk i Nieuwe Kerk. Obrazy te zostały zniszczone w 1566 roku w podczas powstania zwanego Rewoltą ikonoklastów. Wykonał również obraz dla kościoła Janskerk w Gouda pt. Ścięcie św. Jakuba. W 1572 roku Blocklandt wybrał się do Włoch, gdzie szczególny wpływ wywarły na nim manierystyczne prace Parmigianina (Pokłon pasterzy, Józef tłumaczący sen faraona z 1574). Od 1577 roku był członkiem cechu malarzy w Utrechcie. Był nauczycielem m.in. Cornelisa Ketela, Michiela va Mierevelty i Abrahama Bloemaerta.

## Obrazy
Większość jego dzieł nie zachowała się. Według flamandzkiego teoretyka sztuki Karela van Mandera malował sceny mitologiczne, biblijne i portrety we wczesnym stylu manierystycznym. W 1579 roku namalował swoje najbardziej znane dzieło, tryptyk pt. Wniebowzięcie Najświętszej Maryi Panny eksponowany obecnie w bazylice św Marcina w Bingen am Rhein.
| Obraz | Tytuł                            | Kolekcja                  |
| ----- | -------------------------------- | ------------------------- |
|       | Józef tłumaczący sen faraona     | Centraal Museum, Utrecht  |
|       | Zmartwychwstanie Chrystusa       | Centraal Museum Utrecht   |
|       | Pokłon pasterzy                  | Rijksmuseum               |
|       | Wniebowstąpienie Marii (tryptyk) | Kościół w Bingen am Rhein |
|       | Afrodyta rozbraja Erosa          | Galeria Narodowa w Pradze |